# Phạm Thị Kim Huệ
Phạm Thị Kim Huệ (sinh ngày 3 tháng 8 năm 1982) là một vận động viên bóng chuyền Việt Nam. Kim Huệ và Nguyễn Thị Ngọc Hoa đã từng là cặp đôi Phụ công hàng đầu Đông Nam Á, ngoài ra, cô còn được mệnh danh là hoa khôi của Bóng chuyền Việt Nam trong hơn một thập kỷ. Ở tuổi 16, Kim Huệ đã giành một suất chính thức tại CLB cũng như ĐTQG..
Tại SEA Games 2003 trên sân nhà, Huệ đã chính thức được khẳng định với tư cách mũi đánh nhanh vào loại hay nhất Đông Nam Á, đặc biệt với cú đánh một chân ở vị trí số 2 đủ khuất phục mọi dàn chắn.
Chưa đầy 19 tuổi, Huệ được giao chiếc băng đội trưởng ở cả CLB lẫn đội tuyển quốc gia - trẻ nhất trong lịch sử. Thời đỉnh cao 2002 - 2007, không ai ở khu vực Đông Nam Á có thể chơi hay hơn chị ở vị trí phụ công, cũng như có sức ảnh hưởng đến một đội tuyển quốc gia, một CLB như Kim Huệ 
Năm 2007 Kim Huệ từng gặp phải một chấn thương khá nặng khiến cô phải nghỉ thi đấu gần 2 năm.
Năm 2012 Kim Huệ quyết định chuyển sang CLB Ngân hàng Công Thương, chia tay Bộ tư lệnh Thông tin sau 16 năm gắn bó.
Trong sự nghiệp của mình, Kim Huệ từng nhiều năm là đội trưởng đội tuyển nữ BCVN, cũng như tại Bộ tư lệnh Thông tin. Kim Huệ đã mang về tổng cộng 6 HCB trong 6 lần tham dự SEA Games.
Hiện tại, Kim Huệ đang giữ kỷ lục là nữ cầu thủ duy nhất của bóng chuyền Việt Nam dự 17 mùa giải vô địch quốc gia liên tiếp.